# Lautaro Rigazzi
Lautaro Rigazzi Gaete (Mendoza, Argentina; 29 de mayo de 1998) es un futbolista argentino-chileno que se desempeña como defensa y actualmente milita en Santiago Morning de la Primera B de Chile.

## Trayectoria
Nacido en Mendoza, llegó a las divisiones inferiores de Godoy Cruz en 2016, luego que el director técnico Miguel Gravano lo viera jugando por Chacras de Coria. Logró debutar por la Reserva del Tomba, hasta que a mediados de 2019 fue contratado por Provincial Ovalle para afrontar la Tercera División A chilena, donde el Ciclón del Limarí clasificó a la liguilla del ascenso, donde quedó en el 4° lugar.
Para la temporada siguiente firmó por Comunal Cabrero, quien luego se declaró en receso debido a la Pandemia de COVID-19. Finalmente, defendió la camiseta de Provincial Ranco durante la temporada 2020.
En 2021 dio el paso a la Segunda división profesional, fichando por el equipo de San Antonio Unido. Para la temporada siguiente, fichó por el histórico Deportes Concepción de la misma divisional, en donde se consolidó como uno de los buenos jugadores en la campaña que terminó con los lilas salvándose del descenso en la última fecha ante Rodelindo Román.

## Estadísticas
| Club                        | Div.       | Temporada  | Liga  | Liga  | Copas nacionales | Copas nacionales | Torneos internacionales | Torneos internacionales | Total | Total |
| Club                        | Div.       | Temporada  | Part. | Goles | Part.            | Goles            | Part.                   | Goles                   | Part. | Goles |
| --------------------------- | ---------- | ---------- | ----- | ----- | ---------------- | ---------------- | ----------------------- | ----------------------- | ----- | ----- |
| San Antonio Unido · Chile   | 3.ª        | 2021       | 14    | 0     | 3                | 0                | —                       | —                       | 17    | 0     |
| San Antonio Unido · Chile   | Total club | Total club | 14    | 0     | 3                | 0                | 0                       | 0                       | 17    | 0     |
| Deportes Concepción · Chile | 3.ª        | 2022       | 18    | 1     | —                | —                | —                       | —                       | 18    | 1     |
| Deportes Concepción · Chile | 3.ª        | 2023       | 24    | 1     | 1                | 0                | —                       | —                       | 25    | 1     |
| Deportes Concepción · Chile | Total club | Total club | 42    | 2     | 1                | 0                | 0                       | 0                       | 43    | 2     |
| Total club                  | Total club | Total club | 56    | 2     | 4                | 0                | 0                       | 0                       | 60    | 0     |
| 1. 2.                       |            |            |       |       |                  |                  |                         |                         |       |       |

## Palmarés

### Campeonatos nacionales
| Título           | Equipo              | País  | Año  |
| ---------------- | ------------------- | ----- | ---- |
| Segunda División | Deportes Concepción | Chile | 2024 |